# كيت تومسون
كيت تومسون (بالإنجليزية: Kate Thompson)‏ (و. 1956  م) هي كاتِبة، وكاتبة خيال علمي، وكاتبة للأطفال، وروائية، وكاتبة سيناريو بريطانية، ولدت في هاليفاكس.